# Vlad Sokolovskiy
Pour les articles homonymes, voir Sokolovski.
 (septembre 2019).
 (août 2024).
Si vous disposez d'ouvrages ou d'articles de référence ou si vous connaissez des sites web de qualité traitant du thème abordé ici, merci de compléter l'article en donnant les références utiles à sa vérifiabilité et en les liant à la section « Notes et références ».
Vlad Sokolovskiy (né Vsevolod Andreyevich Sokolovskiy le 24 septembre 1991) est un chanteur, auteur-compositeur, producteur, danseur et animateur de télévision russe. 

## Biographie
Il a joué en tant que danseur dans le ballet Todes (ru) et en tant que chanteur dans le duo BiS (ru). Depuis septembre 2010, il est chanteur solo dans un style éclectique R'n'B/euro-pop.